# Comté d'Andrew
Le comté d'Andrew, en anglais : Andrew County, est un des 114 comtés de l'État du Missouri.
Son siège est fixé à Savannah.